# Амазонский чёрный тиранн
Амазонский чёрный тиранн (лат. Knipolegus poecilocercus) — вид воробьиных птиц из семейства тиранновых (Tyrannidae).

## Распространение
Обитают в субтропических и тропических болотах Бразилии, Колумбии, Эквадора, Гайаны, Перу и Венесуэлы.

## Описание
Самцов амазонских чёрных тираннов легко узнать по их блестящему черному телу, синей голове с капюшоном и голубому клюву. Самки более серого цвета, с оливково-коричневым телом, более светлой нижней стороной и полосатой подкладкой крыла, с красновато-коричневой подкладкой на внутренних перьях хвоста.
МСОП присвоил таксону охранный статус «Виды, вызывающие наименьшие опасения» (LC).